# Чорнявка (Новгород-Сіверський район)
Чорня́вка — село в Україні, у Коропській селищній громаді Новгород-Сіверського району Чернігівської області. Населення становить 55 осіб. До 2016 у складі Вишеньківської сільської ради. Від 2016 орган місцевого самоврядування — Коропська селищна рада.

## Символіка
На гербі зображена гарна чорнява дівчина, що символізує назву села (герб є промовистим). Стріла яка пробиває серце символізує красу місцевої природу в яку одразу закохуєшся.

## Історія
12 червня 2020 року, відповідно до розпорядження Кабінету Міністрів України № 730-р «Про визначення адміністративних центрів та затвердження територій територіальних громад Чернігівської області», увійшло до складу Коропської селищної громади.
19 липня 2020 року, в результаті адміністративно-територіальної реформи та ліквідації Коропського району, увійшло до складу Новгород-Сіверського району Чернігівської області.

## Населення

### Мова
Розподіл населення за рідною мовою за даними перепису 2001 року:
| Мова       | Кількість | Відсоток |
| ---------- | --------- | -------- |
| українська | 55        | 100%     |